# Julio Verne

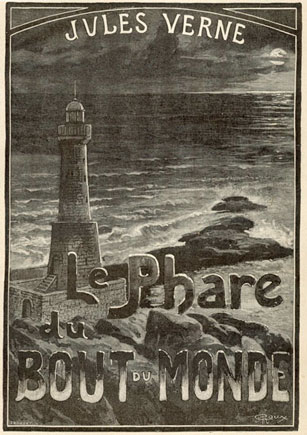
El faro del fin del mundo está considerada como una de las mejores novelas de la etapa literaria de Verne.

Jules Gabriel Verne, conocido en los países hispanohablantes como Julio Verne (Nantes, 8 de febrero de 1828-Amiens, 24 de marzo de 1905), fue un escritor, dramaturgo y poeta francés, célebre por sus novelas de aventuras y por su profunda influencia en el género literario de la ciencia ficción. Sus novelas, siempre bien documentadas, están generalmente ambientadas en la segunda mitad del siglo XIX, teniendo en cuenta los avances tecnológicos de la época.
Además de sus novelas, escribió numerosas obras de teatro, cuentos, descripciones autobiográficas, poesía, canciones y estudios científicos, artísticos y literarios. Su obra ha sido adaptada al cine y la televisión desde los comienzos del cine, así como en cómics, teatro, ópera, música y videojuegos.
Nacido en una familia burguesa, estudió para continuar los pasos de su padre, Pierre Verne, como abogado pero muy joven decidió abandonar ese camino para dedicarse a la literatura. Su colaboración con el editor Pierre-Jules Hetzel dio como fruto la creación de Viajes extraordinarios, una popular serie de novelas de aventuras escrupulosamente documentadas y visionarias[cita requerida] entre las que se incluían las famosas De la Tierra a la Luna (1865), Veinte mil leguas de viaje submarino (1870), La vuelta al mundo en ochenta días (1872), La isla misteriosa (1874) o Dos años de vacaciones (1888). Ya antes había publicado Cinco semanas en globo (1863) y Viaje al centro de la Tierra (1864).
Es uno de los escritores más importantes de Francia y de toda Europa gracias a la evidente influencia de sus libros en la literatura vanguardista y el surrealismo, y desde 1979 es el segundo autor más traducido en el mundo, después de Agatha Christie. Se le considera, junto a H. G. Wells, uno de los «padres de la ciencia ficción». Fue condecorado con la Legión de Honor en 1892 por sus aportes a la educación y a la ciencia.

## Biografía

### Infancia y juventud

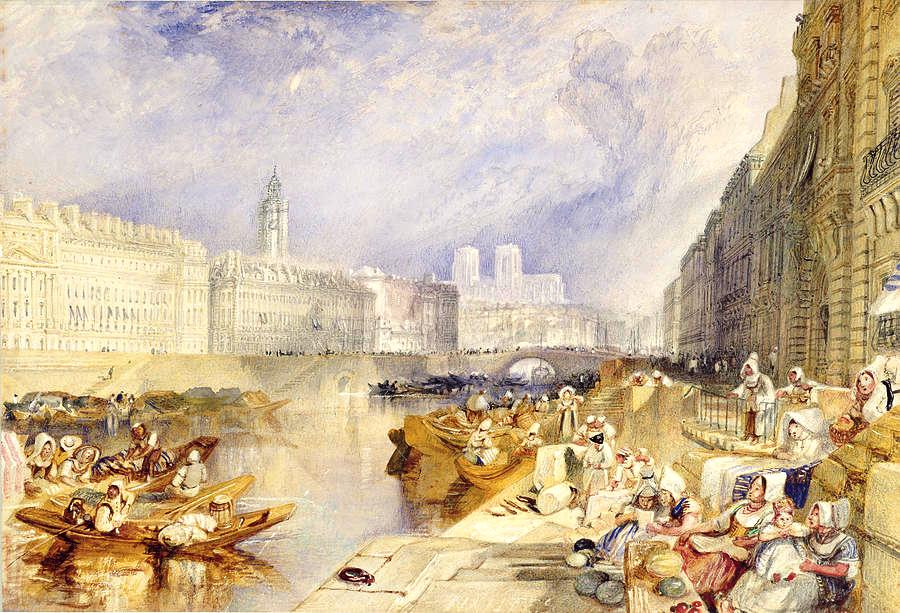
Nantes desde l'Île Feydeau en la época del nacimiento de Verne. Acuarela de Turner.

Nació el 8 de febrero de 1828 en un barrio de Nantes, Francia, en un islote enclavado en el río Loira llamado Île Feydeau, donde vivían sus abuelos. Era el mayor de los cinco hijos (Julio, Paul, Anne, Mathilde y Marie) que tuvo el matrimonio formado por Pierre Verne, que procedía de una familia vinculada a la jurisprudencia (su abuelo fue consejero notario de Luis XV y presidente del Colegio de Abogados de Nantes),[cita requerida] y de Sophie Verne, de soltera Allotte de la Fuÿe, perteneciente a una familia de navegantes y armadores. Su hermano Paul nació un año después de él, y sus tres hermanas, años más tarde: Anne, en 1836; Mathilde, en 1839, y Marie, en 1842. De 1834 a 1836 Jules Verne va a un internado dirigido por una viuda de un capitán. De 1837 a 1847 va al colegio Saint-Stanislas, donde demuestra su talento en geografía, griego, latín y música. Cuando terminó su primer ciclo de estudios, su padre, Pierre Verne, le regaló a él y a su hermano, Paul, un foque de vela con el que planearon descender por el Loira hasta el mar; sin embargo, Julio declinó al momento de emprender la aventura ya que no había sido suficiente la planificación del viaje.
Muchos biógrafos afirman que en 1839, a los once años, se escapó de casa para ser grumete en un mercante que viajaba a India llamado Coralie, con la intención de comprar un collar de perlas para su prima Caroline (de quien estaba enamorado), pero su padre alcanzó el barco y bajó a Julio. Y desde allí empezó a escribir historias, pero realmente el interés por escribir se le da cuando una maestra le cuenta anécdotas de su marido marinero. Verne estaba interesado en la poesía y la ciencia.[cita requerida] Leía y coleccionaba artículos científicos, demostrando una curiosidad casi enfermiza que le duraría toda la vida. En 1846 egresa del Liceo Real de Nantes con un alto promedio; probablemente gana un premio de geografía. 

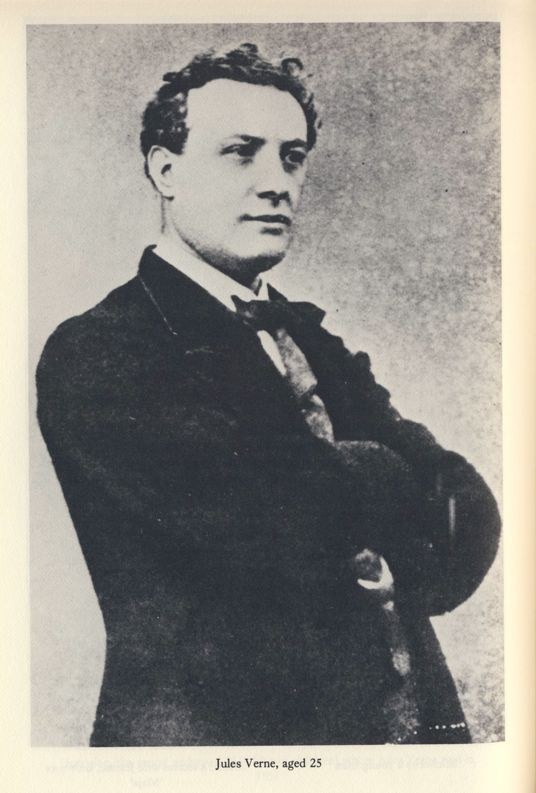
Verne con 25 años

En 1847 comenzó sus estudios de Derecho en París. Su prima Caroline se compromete. Escribe una obra de teatro: Alejandro VI. En 1848 fue introducido por su tío Francisque de Chatêaubourg en los círculos literarios, donde conoció a los Dumas, padre e hijo; el primero tendrá gran influencia personal y literaria en Verne.
En 1849 obtiene el título de abogado y su padre le permite permanecer en París. Sigue escribiendo teatro y libretos de ópera (de 1848 a 1863). Su padre quiso que se dedicara a su carrera en la abogacía, pero él no estaba interesado por esa labor y su padre, enfadado con él, dejó de financiarle. Además, todos sus ahorros los gastó en libros, mientras pasaba largas horas en las bibliotecas de París queriendo saberlo todo. Verne apenas tenía dinero para poder alimentarse, lo que se piensa le causó incontinencia intestinal, parálisis facial, además de padecer diabetes.[cita requerida]

Trabajo de la mañana a la noche sin parar, y así todos los días (...) El estómago sigue bien, pero los tirones de la cara me molestan mucho; además, como tengo que tomar siempre algo, ya no duermo absolutamente nada. (...) Todas estas molestias proceden de los nervios que tengo siempre en extrema tensión.
Mayor Orgillés, David, Grandes Biografías: Jules Verne

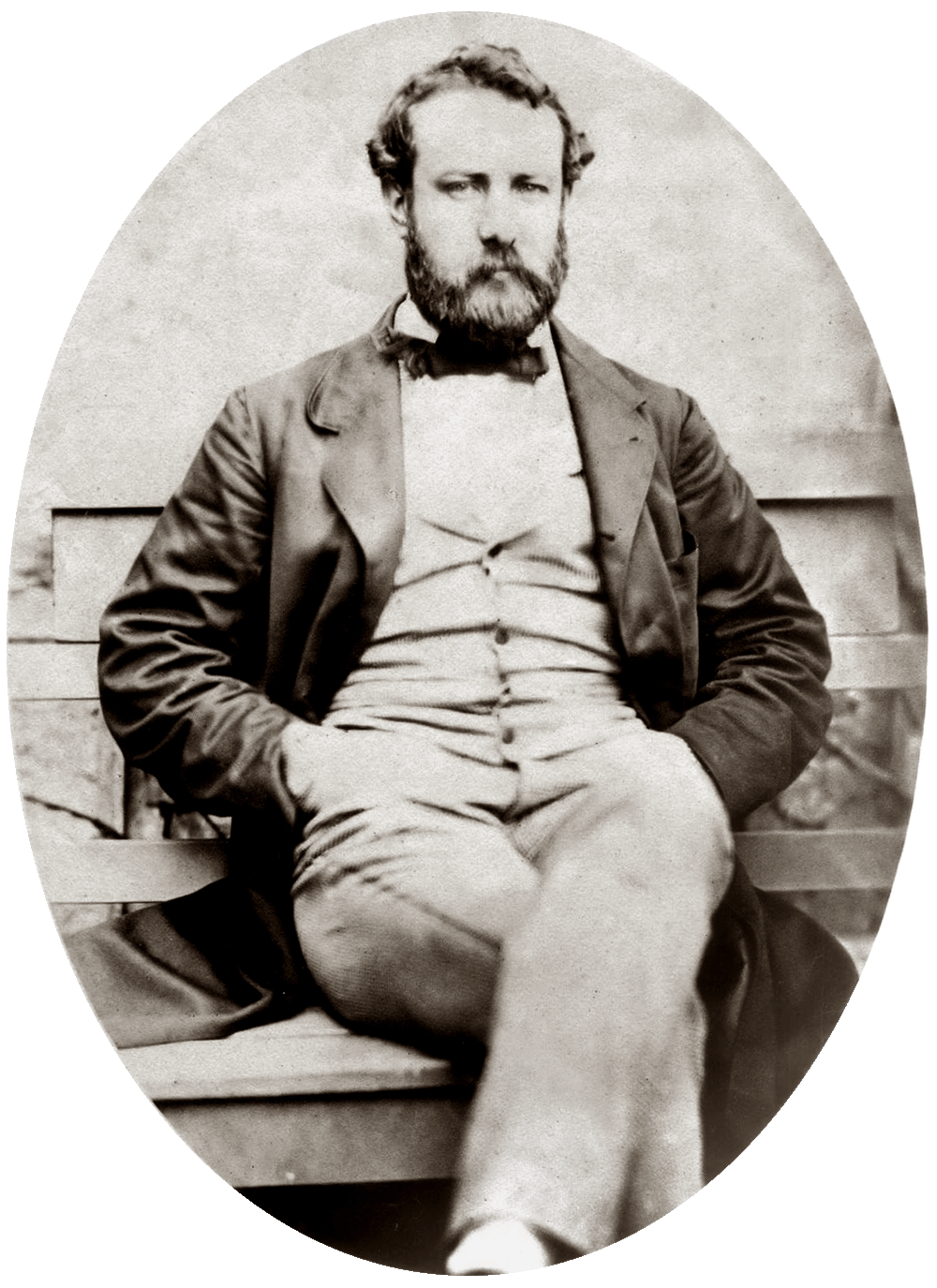
Verne en 1856.

Así escribe, pues, una carta a su madre, hablando de los problemas surgidos por la falta de alimentación:

Una vida que limita al norte con el estreñimiento, al sur con la descomposición, al este con las lavativas exageradas, al oeste con las lavativas astringentes (...) Es probable que estés enterada, mi querida madre, de que existe un hiato que separa a ambas posaderas y no es sino el remate del intestino. (...) Ahora bien, en mi caso el recto, presa de una impaciencia muy natural, tiene tendencia a salirse y, por consiguiente, a no retener tan herméticamente como sería deseable su gratísimo contenido. (...) graves inconvenientes para un joven cuya intención es alternar en sociedad y no en suciedad. ¿Por qué por decirlo de una vez?
Mayor Orgillés, David, 'Grandes Biografías: Jules Verne'

En 1850, a los veintidós años de edad, escribe una comedia ligera, Las pajas rotas que logra estrenar en París gracias a Dumas, con modesto éxito. Al año siguiente publica en la revista ilustrada El museo de las Familias dos relatos: «Martín Paz» (una fantasía inspirada en las pinturas del artista peruano Ignacio Merino) y «Un drama en México» (un cuento histórico inspirado por el Viaje al equinoccio americano, del naturalista y explorador alemán Alexander von Humboldt) y varias obras teatrales, libretos para operetas de moda y novelas cortas. Durante esta época es secretario del Teatro Nacional de París, recomendado por Dumas. Pero el poco dinero que puede reunir lo invierte en un piano. 
En mayo de 1856 conoce a quien será su futura esposa, una mujer llamada Honorine Hebe du Fraysse de Viane, que es viuda de Morel y madre de dos hijas (Valentine y Suzanne). Se casa (traicionando la causa de su misógino grupo de amigos Los once sin mujer) con Honorine el 10 de enero de 1857, creyendo que encontrará la estabilidad emocional que le falta. Le pide a su padre 50 000 francos para invertir en la bolsa; tras una larga discusión su padre accede.
El matrimonio, en vez de ayudarle, le desespera rápidamente. Cada vez que se le presenta la oportunidad, escapa de sus deberes de cónyuge. En una ocasión en la que el matrimonio viaja a Esonnes para pasar una temporada con la hermana de Honorine, Julio toma un barco rumbo a Escocia, obligando a su mujer, que no sabía nada de él, a regresar sola a París (esa es la primera vez que Verne viaja en barco). Después decide emprender otro viaje a Noruega y Dinamarca.
Cuatro años después de contraer matrimonio, Julio planea un viaje, que se traduciría después en dejar sola a Honorine mientras ésta daba a luz al único hijo fruto del matrimonio, Michel Verne.

### LosViajes extraordinarios
En 1859 viaja a Escocia con su amigo Hignard. Su primera obra de ficción científica es también la primera novela que escribió, París en el siglo XX, y una de las pocas que no publicó en vida —se imprimió en 1994. Pierre-Jules Hetzel, su editor, rechazó la novela por el pesimismo que encerraba, pues presagiaba una sociedad en que la gente vive obsesionada con el dinero y con los faxes.
Julio Verne publicó en 1863 el primero de sus sesenta Viajes extraordinarios, Cinco semanas en globo, «un éxito fulminante gracias al cual firmó un espléndido contrato con la editorial de Hetzel, que le garantizaba la cantidad anual de 20.000 francos durante los siguientes veinte años, a cambio se obligaba a escribir dos novelas de un nuevo estilo cada año». La serie, prolongada durante casi cuarenta años, habría de incluir entregas de la talla de Viaje al centro de la Tierra (1864), De la Tierra a la Luna (1865) y Los hijos del capitán Grant (1867). En el año 1869 aparece publicada Veinte mil leguas de viaje submarino (1869) a la que seguirían La isla misteriosa (1874), La vuelta al mundo en ochenta días (1873), Miguel Strogoff (1876) —la mejor coartada para quienes le consideran un reaccionario—, La esfinge de los hielos (1897) o El soberbio Orinoco (1898). Trabajador infatigable, cultiva, paralelamente a sus viajes, su primera vocación: dramaturgo, escribiendo y adaptando algunas piezas para la escena.

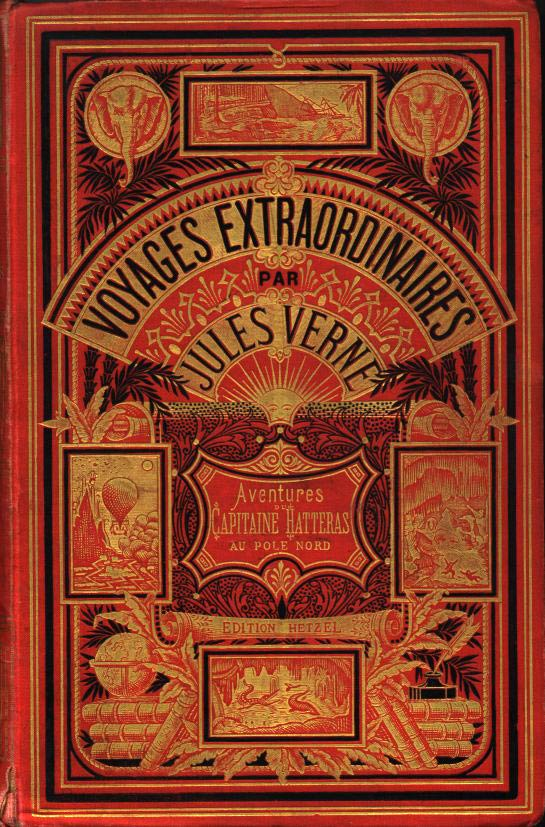
Portada de la edición francesa de Hetzel de Las aventuras del capitán Hatteras.

En 1861 logra reunir suficiente dinero para viajar a Noruega e Islandia con su mujer, pero ella no puede viajar por encontrarse embarazada. A su vuelta le recibe con su recién nacido hijo Michel Verne, único fruto del matrimonio.
En 1863 traba amistad con el aventurero, periodista y fotógrafo Nadar. Con él investiga los perfeccionamientos que se les podría hacer a unos aparatos volantes, los que describe en Cinco semanas en globo. Nadar lo recomienda a Hetzel, dueño del Magasin d'Éducation et de Récréation (’Magazín de ilustración y recreo’), quien le publica la primera entrega del folletín. Debido al éxito de esta obra el dueño de la revista le ofrece un contrato por veinte años a veinte mil francos anuales (una pequeña fortuna para esa época). En 1863, a raíz del éxito de su tercera novela, viaja a Estados Unidos en un ciclo de conferencias con su hermano Paul Verne. Dos años después publica la historia de un viaje a la Luna en dos partes: De la Tierra a la Luna y Alrededor de la Luna. Uno de los personajes, el intrépido francés Michel Ardán —anagrama de Nadar— es un vivo retrato de su querido amigo. El otro, Impey Barbicane, está basado en el carácter del presidente estadounidense Abraham Lincoln, asesinado a principios de ese mismo año.
Existen varias similitudes con el primer verdadero viaje a la Luna, el del Apolo 8 en 1968: en la nave viajan tres astronautas, Estados Unidos es el promotor y productor de la hazaña, despegan desde el estado de Florida, escapan de la gravedad terrestre a 11 km por segundo, requieren de 150 horas de viaje para llegar a la Luna, no alunizan sino que orbitan varias veces alrededor del satélite, y luego regresan a la Tierra. 
El día del estreno de su adaptación al teatro de La vuelta al mundo en ochenta días, Verne vivió la única experiencia de su existencia digna de sus personajes: insistió en revisar personalmente la canastilla que conduciría a Phileas Fogg y a su inseparable Passepartout a grupas de un elefante verdadero. La caída de una parte del escenario asustó al animal, que salió despavorido del teatro con el autor a cuestas, para recorrer el Boulevard des Capuchins hasta que el domador los alcanzó en las Tullerías.
Verne llegó a poseer hasta tres barcos: el Saint Michel, el Saint Michel II y el Saint Michel III. Entre 1868 y 1886 hizo muchos viajes por mar, y a la par que navegaba llegó a conocer diversas ciudades.

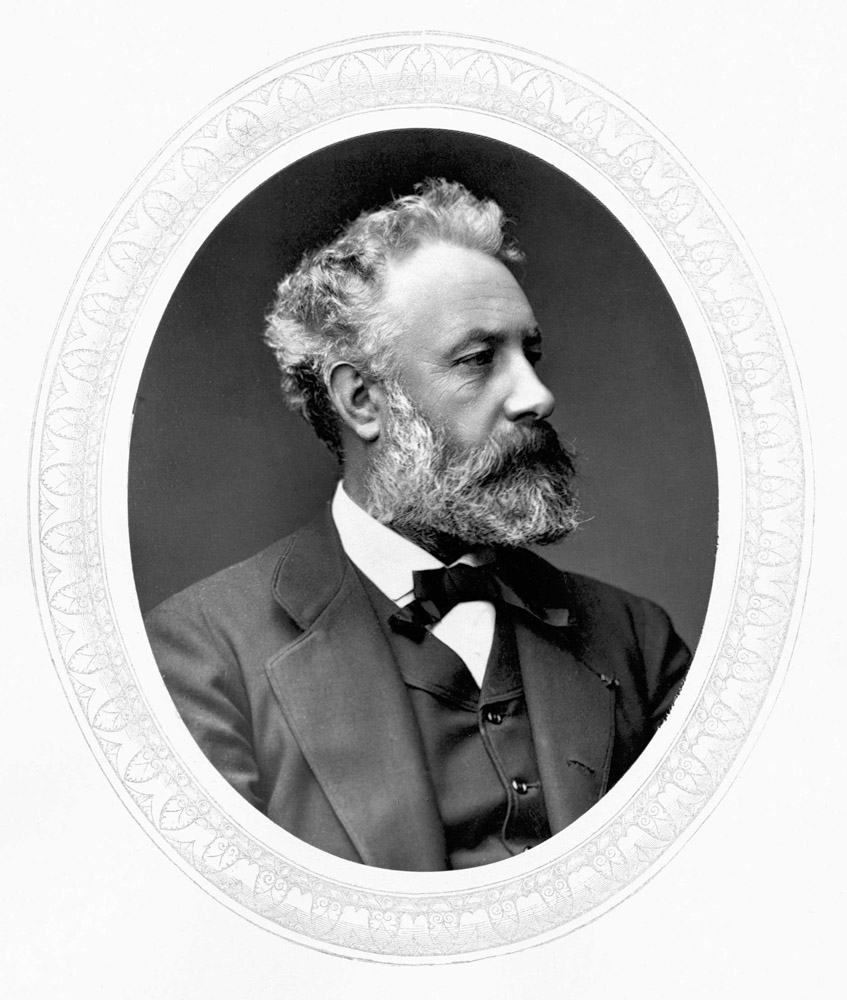
Julio Verne en la década de 1870

En 1870 publica Veinte mil leguas de viaje submarino, novela en la que aparece la ría de Vigo, en relación con la batalla de Rande, librada entre españoles e ingleses durante la guerra de sucesión a inicios del siglo XVIII. En 1878 Julio Verne quiso conocer en persona este lugar y, a bordo de su yate Saint Michel III, puso rumbo a Vigo, donde permaneció del 1 al 4 de junio. Durante su estancia acudió a la procesión de la Victoria y a las fiestas de la Reconquista.
Tras visitar esa ciudad gallega se dirigió a Lisboa. En una carta a su amigo y editor Jules Hetzer escribió:

ya hablaré con usted de los lugares que visitamos: todo es verdaderamente hermoso. Vigo y Lisboa muy hermosas, de verdad, y nos acogieron muy bien en todas partes

Tras visitar Lisboa hará escala en Cádiz, en Tánger, en Gibraltar, en Málaga, en Tetuán y en Argel.
A su regreso marcha a residir a la ciudad de Amiens. Durante los dos años siguientes continúa viajando: recorre Irlanda, Escocia y Noruega (1880) Inglaterra, el mar del Norte y el Báltico (1881).
Verne volvería en mayo de 1884 a visitar Vigo, en cuyo puerto reparó su yate.
Su hijo Michel Verne fue muy rebelde; quedó recluido en un manicomio a petición de Julio. Después de algunos años Michel salió, pero llevó siempre muy mal que su padre lo hubiera internado. Michel ya había estado de pequeño internado en un correccional.

### Sus últimos años
Cuando Verne tenía cincuenta y ocho años, en marzo de 1886, tiene lugar un trágico suceso: mientras caminaba de regreso a su casa, su sobrino Gastón, de veinticinco años, con quien mantenía una cordial relación, le disparó con un revólver sin motivaciones claras. La primera bala no da en el blanco, pero la segunda le hirió en la pierna izquierda, provocándole una cojera de la que no se recuperó. El incidente fue ocultado por la prensa y Gastón pasó el resto de su vida internado en un manicomio.

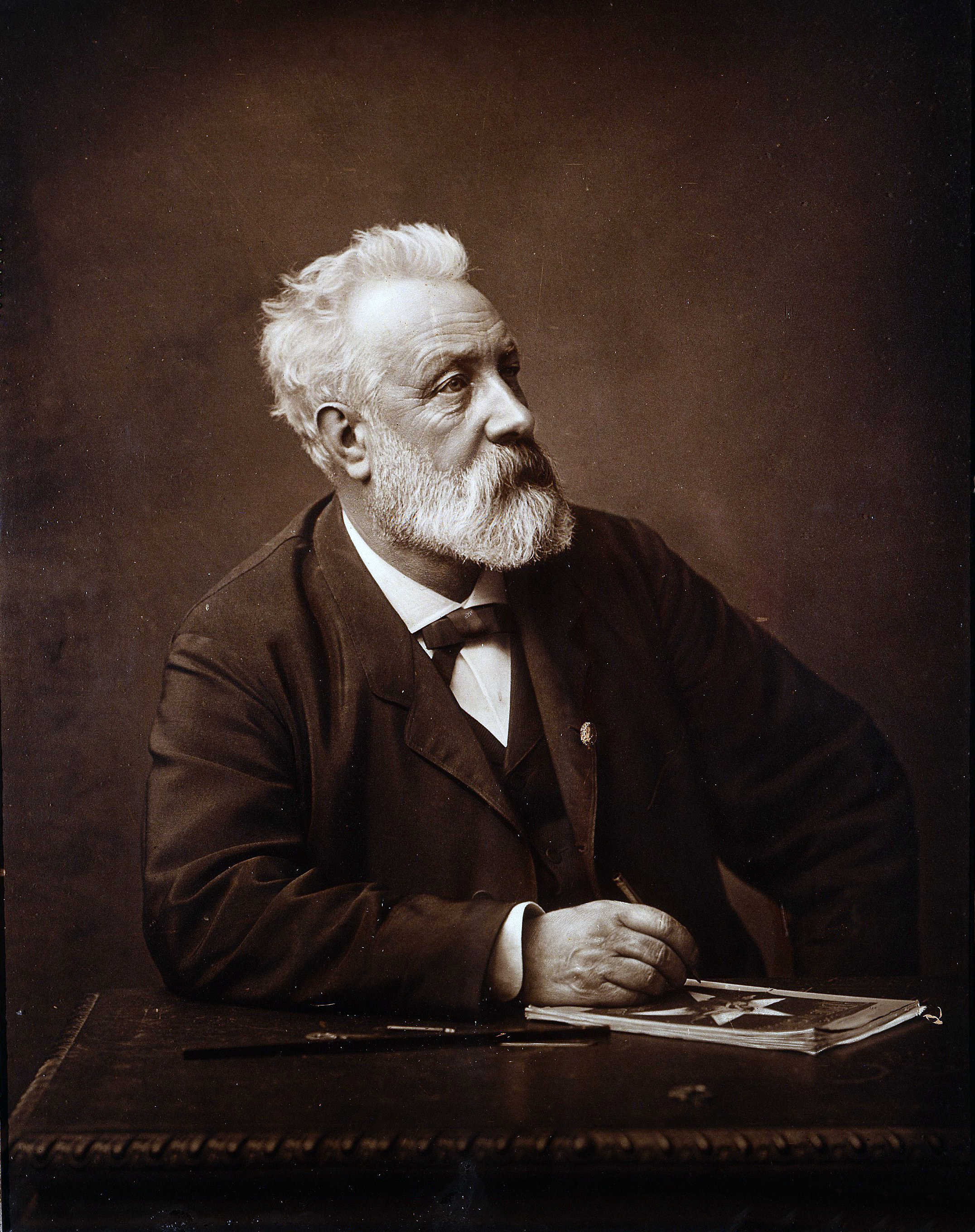
Verne en 1892.

Tras las muertes de Hetzel y de su madre en 1887, Julio comenzó a escribir obras más sombrías. En parte esto pudo deberse a cambios operados en su personalidad, pero un factor importante fue el hecho de que el hijo de Hetzel, que continuó al frente de la empresa de su padre, no era tan riguroso en las correcciones como lo había sido aquel. Se dice que algunas veces, de tantas horas trabajando para sus obras, tuvo parálisis faciales.
En 1888, Verne decide participar activamente en la vida política de Amiens, donde es elegido concejal del Ayuntamiento. Durante quince años desarrolla su actividad defendiendo una serie de mejoras para la ciudad.
Dos años antes de su muerte, Verne aceptó la presidencia del grupo de esperanto de Amiens y se comprometió a escribir un libro, en el que este idioma jugara un papel importante. El libro en cuestión, La impresionante aventura de la misión Barsac, no pudo ser terminado por él y cuando se publicó, se había eliminado toda referencia al esperanto.

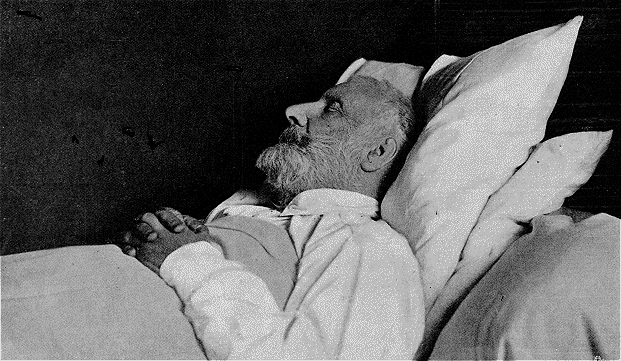
Julio Verne tras su muerte (24 de marzo de 1905).

El 24 de marzo de 1905, enfermo de diabetes desde hacía años, Verne murió en su hogar, sita en el bulevar Longueville 44 (actualmente bulevar Julio Verne). Fue enterrado en el cementerio de La Madeleine, ubicado al noroeste de Amiens, en cuya tumba se representa a Verne emergiendo del sepulcro, obra del escultor Albert Roze. Su hijo Michel Verne supervisó la publicación de sus últimas novelas La invasión del mar y El faro del fin del mundo. La serie Viajes extraordinarios continuó durante un lapso prolongado al mismo ritmo de dos volúmenes al año. Posteriormente se descubrió que Michel había realizado extensos cambios (El secreto de Wilhelm Storitz, Los náufragos del Jonathan) o versiones completamente nuevas de estas historias (El eterno Adán (1910) y La impresionante aventura de la misión Barsac (1919)), cuyas versiones originales vieron la luz a finales del siglo XX.
En 1863, Verne había escrito una novela llamada París en el siglo XX acerca de un joven que vive en un mundo de rascacielos de cristal, trenes de alta velocidad, automóviles de gas, calculadores y una red mundial de comunicaciones, pero que no puede alcanzar la felicidad y se dirige a un trágico fin. Hetzel pensó que el pesimismo de esta novela dañaría la promisoria carrera de Verne y sugirió que esperase veinte años para publicarla. Este puso el manuscrito en una caja fuerte, donde fue «descubierta» por su bisnieto en 1989 y publicada en 1994.

## Obra

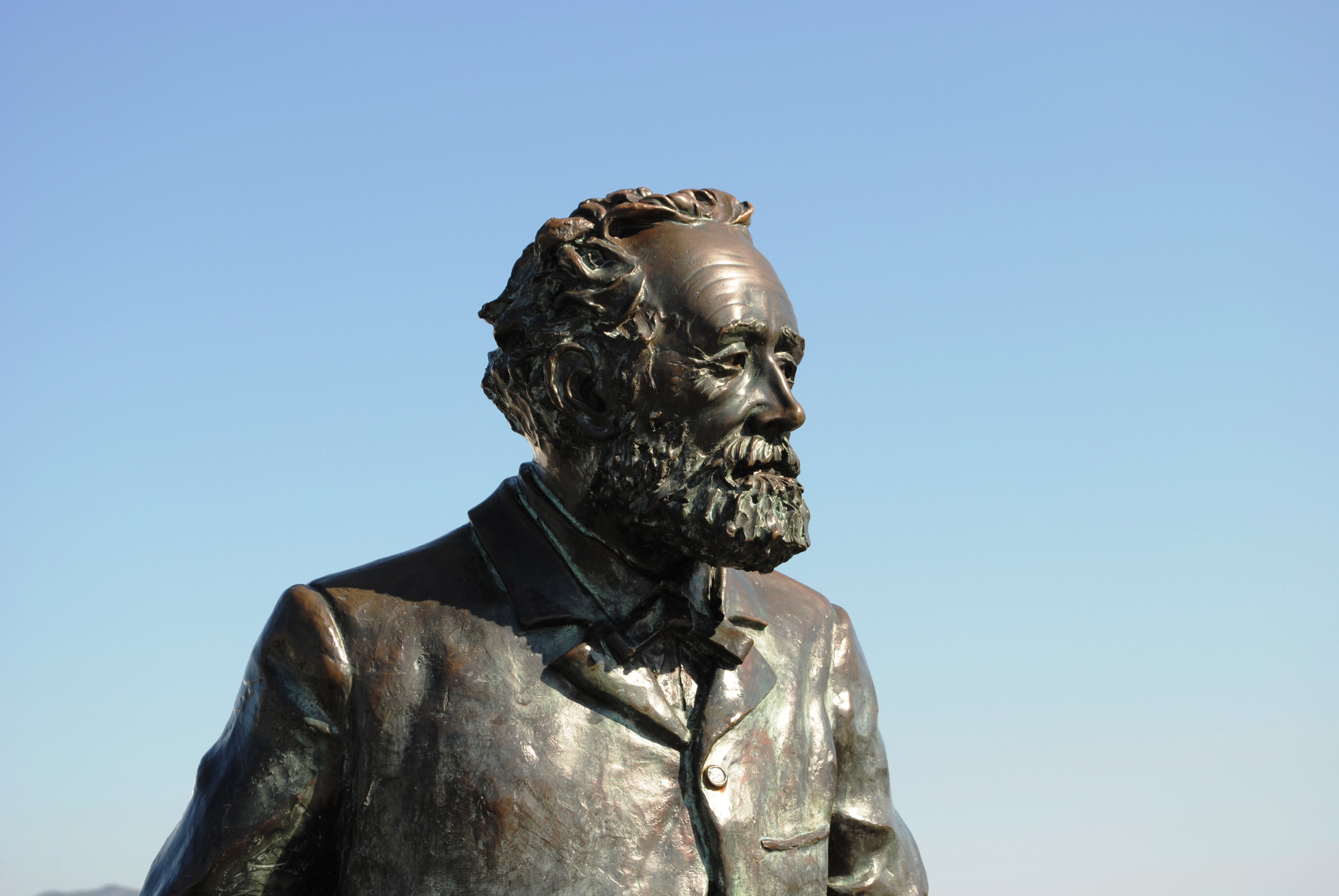
Estatua de Julio Verne en Vigo, España, realizada en 2005 por el escultor José Molares por el centenario de su muerte.

Fue precursor de la ciencia ficción y de la moderna novela de aventuras. Fue un estudioso de la ciencia y la tecnología de su época, lo que —unido a su gran imaginación y a su capacidad de anticipación lógica— le permitió adelantarse a su tiempo, describiendo entre otras cosas los submarinos (el «Nautilus» del capitán Nemo, de su famosa Veinte mil leguas de viaje submarino), el helicóptero (un yate que en la punta de sus mástiles tiene hélices que lo sostienen, en Robur el conquistador).
Sus personajes siempre fueron héroes, hombres buenos en la escala social. Frente al Verne conservador impuesto por su editor Hetzel y por su educación como hijo de un abogado católico y de un tiempo en que el Antiguo Régimen se tambalea, no es de extrañar su inicial defensa del statu quo, postura que con el tiempo se irá atemperando hasta dar paso a concepciones radicalmente opuestas a las sugeridas en sus primeras obras, merced a sus contactos con círculos socialistas y anarquistas. El Verne filorrevolucionario se deja ver en una de sus obras menos difundidas, quizás por su simpatía por la causa revolucionaria, Matías Sandorf (1885), en la que narra la experiencia de un rebelde frente la tiranía del Imperio austrohúngaro.
Además de sus novelas y sus obras de teatro, escribió veinte relatos cortos.

### Clasificación de su obra
Las obras de Verne suelen dividirse en tres partes: Descubrimientos, Madurez y Desencanto.

#### Descubrimiento
La pluma de Verne presenta rasgos de innovación, con ideas frescas y héroes progresistas que sueñan con descubrir nuevos mundos y llegar donde nadie ha llegado para beneficio de la humanidad, desde los polos en Las aventuras del capitán Hatteras, al centro de la Tierra en Viaje al centro de la tierra, e incluso a la Luna en De la Tierra a la Luna.

#### Madurez
Verne comienza a escribir de una manera más seria, con héroes más humanos (Strogoff, Sinclair, Fogg). Alumbra el que fue su mayor éxito literario con una novela llena de vida como es La vuelta al mundo en ochenta días. Pero también parece que algunas ideas se agotan cuando retoma las anteriores (El país de las pieles). Llega incluso a escribir (quizá por presión de sus editores) obras no del todo propias (Los quinientos millones de la begún).

#### Desencanto
Los problemas personales a los que Verne tuvo que hacer frente durante su vida (el nunca feliz matrimonio, la enfermedad de su sobrino o la mala relación con su hijo); y las vivencias sociopolíticas de su tiempo (la derrota de Francia en la Guerra franco-prusiana; la Comuna de París; el imperialismo francés) llevarán a un Verne, ya cansado, a concebir relatos fríos y sombríos, en los que su visión primera de la ciencia como impulsora del progreso de la humanidad, es cambiada por otra en la que los seres humanos son consumidos por esa  misma ciencia y por el capitalismo (El eterno Adán). Hace una fuerte crítica del imperialismo (La impresionante aventura de la misión Barsac), y llega incluso a exponer abiertamente sus ideas políticas en Los náufragos del Jonathan. Tuvo tiempo también de reflejar su desencanto por las riquezas de nuevo cuño en El volcán de oro. Es también en este periodo cuando se vuelca más de lleno en la ciencia ficción con El secreto de Wilhelm Storitz. Encontrará tiempo también para alumbrar agradables continuaciones de una obra anterior propia en El secreto de Maston, y de otra no propia en La esfinge de los hielos, continuación de Las aventuras de Arthur Gordon Pym de Edgar Allan Poe.

## Anticipaciones

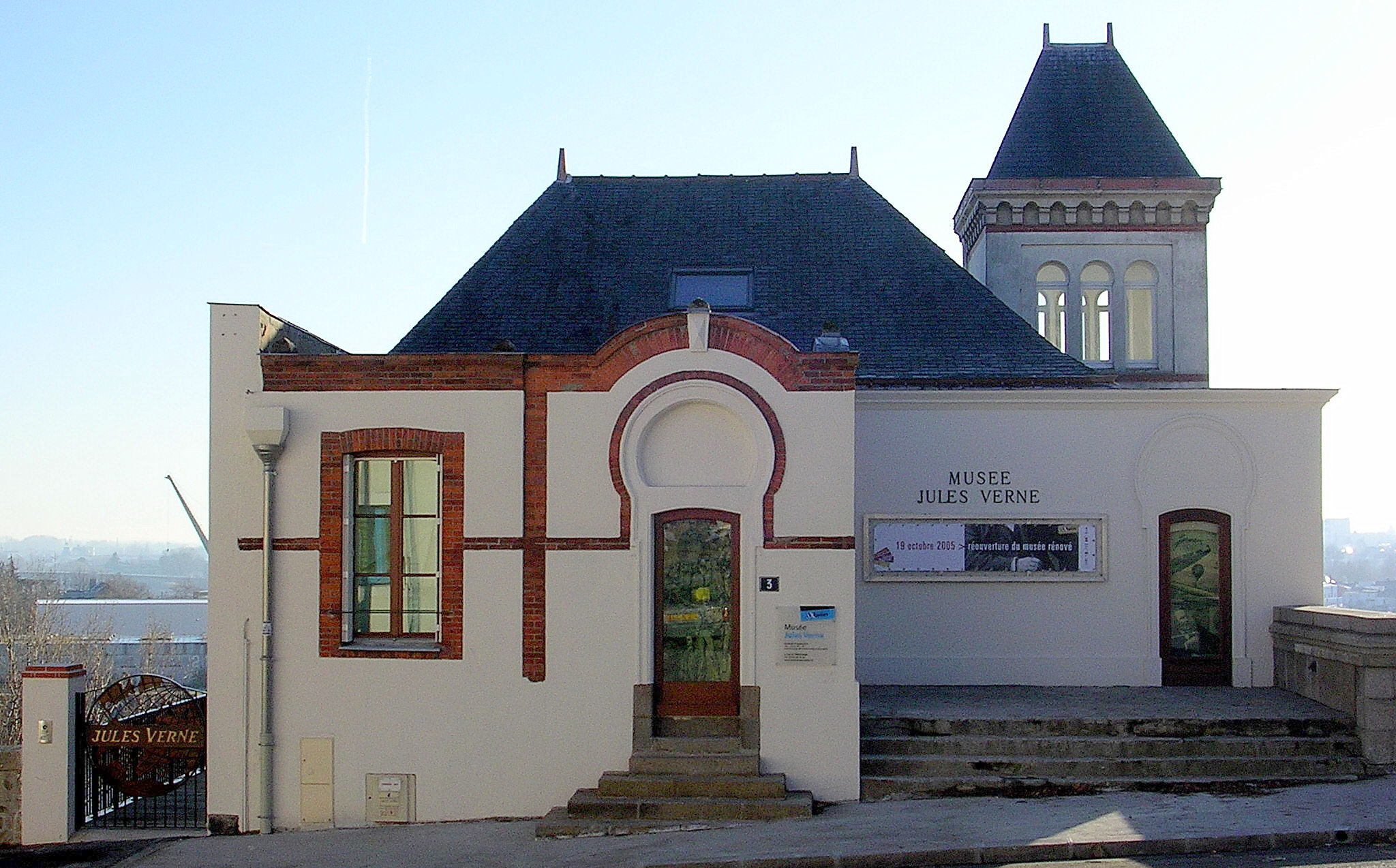
Museo Julio Verne en Nantes.

Aunque muchos consideran a Julio Verne como el padre de la ciencia ficción, realmente él nunca quiso cultivar este género. Más bien Verne es un autor de literatura científica, pero un autor que desea hacer accesibles al público los nuevos conocimientos científicos y sus admirables aplicaciones técnicas, soñando que con ello se acelerará el progreso y la liberación de la humanidad. En esa labor mitad literaria mitad divulgativa llega a anticipar con un acierto asombroso hallazgos científicos e inventos que asombrarían al mundo mucho tiempo después de su muerte. Algunas de las anticipaciones que encontramos en la obra de Verne son:
- Ante la bandera, Los quinientos millones de la Begún: armas de destrucción masiva.
- Robur el conquistador: helicóptero.
- De la Tierra a la Luna, Alrededor de la Luna: naves espaciales.
- Una ciudad flotante: grandes transatlánticos, muñecas parlantes.
- París en el siglo XX: internet, motores de explosión.
- 20.000 leguas de viaje submarino, La isla misteriosa: submarino, motores eléctricos.
- La isla misteriosa: ascensor.

En En el siglo XXIX: La jornada de un periodista americano en el 2889, Julio Verne vislumbra otros adelantos tecnológicos, como por ejemplo medios para transportarse a 1.500 kilómetros por hora. 
También se reconoce su visión de anticipar futuros descubrimientos y eventos históricos, como por ejemplo:
- El descubrimiento de las fuentes del Nilo (Cinco semanas en globo).
- La conquista de los polos (Las aventuras del capitán Hatteras, La esfinge de los hielos, 20.000 leguas de viaje submarino).
- Gobiernos totalitarios (Los quinientos millones de la Begún).
- Viaje a la Luna (De la Tierra a la Luna, Alrededor de la Luna).

## Adaptaciones
De las novelas de Julio Verne, treinta y tres han sido llevadas al cine, dando lugar a un total de noventa y cinco películas, sin contar las series de televisión. La obra más veces adaptada ha sido Miguel Strogoff (dieciséis veces), seguida de Veinte mil leguas de viaje submarino (nueve veces) y Viaje al centro de la Tierra (seis veces).

### Teatro
Para la adaptación de sus novelas al teatro, Julio Verne confió en experimentados dramaturgos, con quienes colaboró personalmente, tales como Adolphe d'Ennery.

### Principales películas

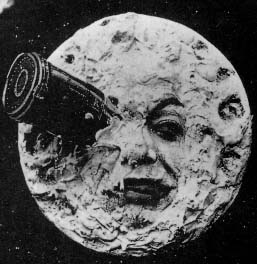
El fotograma más famoso de Viaje a la Luna (1902), dirigida por Georges Méliès. Este filme se realizó aún en vida del escritor.

- Viaje a la Luna de 1902, dirigida por Georges Méliès.
- La isla misteriosa de 1951, dirigida por Spencer Gordon Bennet y protagonizada por Richard Crane.
- 20.000 leguas de viaje submarino de 1954, dirigida por Richard Fleischer con Kirk Douglas en el papel de Ned y James Mason como el capitán Nemo.
- Miguel Strogoff de 1956, dirigida por Carmine Gallone y con Curd Jurgens como Miguel Strogoff.
- La vuelta al mundo en ochenta días de 1956, dirigida por Michael Anderson con David Niven como Phileas Fogg y Cantinflas como Passepartout (o Picaporte).
- De la Tierra a la Luna de 1958, dirigida por Byron Haskin con Joseph Cotten, Debra Paget y George Sanders.
- Viaje al centro de la Tierra de 1959, dirigida por Henry Levin y protagonizada por James Mason.
- Dueño del mundo de 1961, dirigida por William Witney y protagonizada por Vincent Price.
- La isla misteriosa de 1961, dirigida por Cy Endfield con Michael Craig como protagonista.
- Los hijos del capitán Grant de 1962, dirigida por Robert Stevenson y con Maurice Chevalier, George Sanders y Hayley Mills como protagonistas.
- Cinco semanas en globo de 1962, dirigida por Irwin Allen con Red Buttons.
- La luz del fin del mundo de 1971, dirigida por Kevin Billington e interpretada por Kirk Douglas, Yul Brynner y Fernando Rey.
- 20.000 leguas de viaje submarino de 1997, dirigida por Rod Hardy e interpretada por Michael Caine, Bryan Brown, Patrick Dempsey y Mía Sara.
- La vuelta al mundo en 80 días de 2004, dirigida por Frank Coraci, producida por Disney con Jackie Chan.
- La isla misteriosa de Julio Verne de 2005, dirigida por Russell Mulcahy e interpretada por Kyle MacLachlan, Patrick Stewart y Gabrielle Anwar.
- Viaje al centro de la Tierra de 2008, dirigida por Eric Brevig e interpretada por Brendan Fraser, Josh Hutcherson y Anita Briem.
- La isla misteriosa de 2012, dirigida por Brad Peyton y protagonizada por Dwayne Johnson, Josh Hutcherson, Luis Guzmán y Vanessa Hudgens.

## Tributos y homenajes

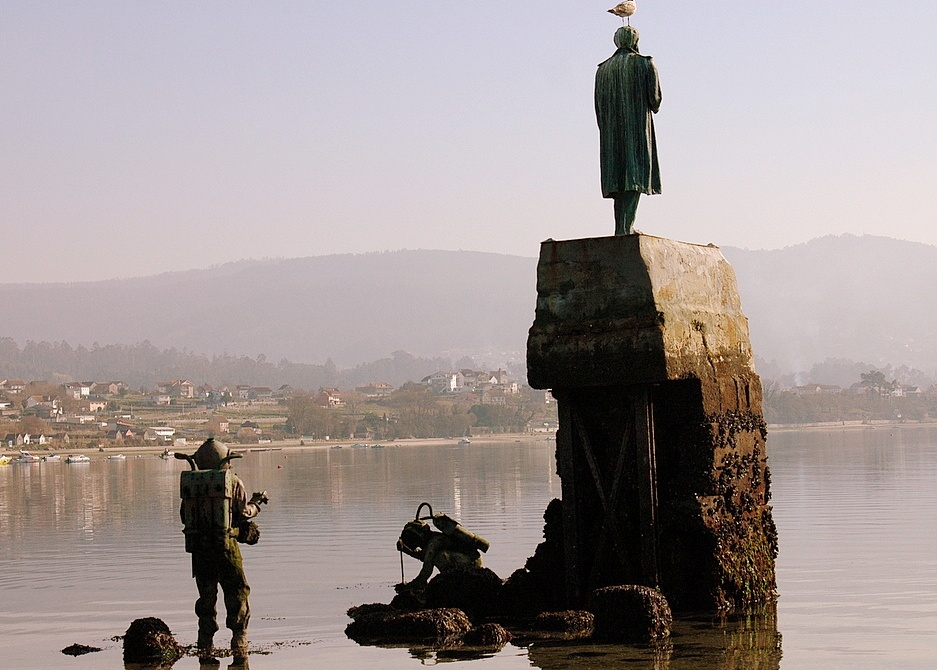
Monumento en Redondela, Pontevedra, que muestra al capitán Nemo y a dos buzos. Fue realizado en 2004 por Sergio Portela.

- En 1870, Ferdinand de Lesseps, en la cúspide de la fama por la reciente inauguración del canal de Suez, llevado de su entusiasmo por la obra verniana, había pedido para Verne la condecoración de caballero de Legión de Honor, la cual recibe finalmente en 1892.
- Desde la difusión de su obra, se pueden contar por cientos la lista de personajes célebres que, de una manera u otra, han reconocido la impronta que la obra de Verne dejó en sus vidas (por ejemplo, Yuri Gagarin dijo: «Fue Julio Verne quien me decidió a la astronáutica»).
- La Unión Soviética rindió homenaje al escritor al dar el nombre de Verne a una de las montañas de la faz oculta de la Luna.
- El cráter lunar Jules Verne y el asteroide (5231) Verne llevan el nombre del literato francés en su honor.
- En honor a este escritor, la Agencia Espacial Europea (ESA) lanzó el domingo 9 de marzo de 2008 desde el puerto espacial de Kourou (Guayana Francesa), con el cohete Ariane 5, un carguero espacial con su nombre (Jules Verne), un cilindro de 4,5 metros de diámetro y 9,8 metros de altura y con un peso de una veintena de toneladas con destino a la Estación Espacial Internacional (EEI).[31]
- La universidad pública de la región Picardía, en donde habitó durante más de veinticinco años, recibió su nombre como homenaje en 1991.[32]

### Sociedades
- Sociedad Hispánica Jules Verne
- Sociedad Francesa Jules Verne

- Datos: Q33977
- Multimedia: Jules Verne / Q33977
- Citas célebres: Julio Verne
- Textos: Autor:Julio Verne